# Urban (ingegnere)
Urban (Brașov, inizio del XV secolo – Costantinopoli, maggio 1453) è stato un artigiano ungherese ma la sua origine etnica è controversa, secondo alcune fonti era di origine magiara, secondo altre rumena o tedesca.

## Biografia
Urban è noto principalmente come l'ideatore dell'omonimo cannone al servizio del sultano Maometto II, che per la prima volta nella storia della città di Costantinopoli aprì una breccia nelle gigantesche mura Teodosiane, per oltre 1000 anni mai violate. Offrì inizialmente i suoi servigi all'imperatore bizantino Costantino XI Paleologo, che si trovò costretto a rifiutare per la crisi che attraversava l'impero e per l'impossibilità di montare cannoni sulle mura Teodosiane. Passato al sultano Maometto II, Urban ebbe a disposizione tutti i mezzi dell'Impero ottomano per costruire le artiglierie che avrebbero giocato un ruolo fondamentale nella conquista di Costantinopoli. Per le sue attività, è considerato uno dei precursori della moderna imprenditorìa bellica e dell'assedio scientifico.

### Il "mostro di Urban"
La difficoltà di presidiare i due mari in cui si affaccia Costantinopoli rendeva facile l'approvvigionamento navale anche in caso di assedio, e le gigantesche mura Teodosiane erano rimaste fino ad allora inviolate. Il sultano Maometto II (la cui flotta bloccava solo l'accesso sud agli stretti di Costantinopoli, lasciando la città libera di essere ugualmente rifornita) cercò di velocizzare la conquista della città di Costantinopoli, non badò a spese ed ottenne da Urban un notevole parco di artiglierie all'avanguardia e in particolare una bombarda gigante (calibro 889 mm), lunga 8 metri e pesante 48 tonnellate, che sparava proiettili in granito di 2,8 metri di circonferenza e pesanti intorno ai 1 000 kg. L'enorme mole della bombarda rendeva necessari oltre 100 buoi per essere spostata e garantiva una cadenza di tiro molto bassa, appena 5-8 colpi al giorno.

### Morte
Urban morì durante le fasi finali dell'assedio stesso, investito dall'esplosione accidentale di uno dei suoi ordigni (peraltro un fatto molto comune tra le armi d'assedio dell'epoca).